# Initiative populaire « contre les mauvais traitements envers les animaux et pour une meilleure protection juridique de ces derniers »
L'initiative populaire « contre les mauvais traitements envers les animaux et pour une meilleure protection juridique de ces derniers » est une initiative populaire suisse, rejetée par le peuple et les cantons le 7 mars 2010.

## Contenu
L'initiative propose d'ajouter deux alinéa à l'article 80 de la Constitution fédérale définissant les animaux comme des « êtres vivants doués de sensations » et prévoyant, en cas de procédure pénale concernant des mauvais traitements infligés à des animaux, l'intervention d'un avocat de la protection des animaux.
Le texte complet de l'initiative peut être consulté sur le site de la Chancellerie fédérale.

## Déroulement

### Contexte historique
En 2002 et 2003, deux initiatives populaires intitulées respectivement «Les animaux ne sont pas des choses!» et «Pour une conception moderne de la protection des animaux (Oui à la protection des animaux!)» prévoient déjà d'instaurer des défenseurs pour les animaux ; cependant, le retrait de ces deux initiatives n'a pas permis de porter le débat jusqu'à sa conclusion.
En 2005, dans le cadre de la révision de la loi fédérale sur la protection des animaux, une proposition est faite pour instaurer un avocat spécialisé dans la défense des animaux au niveau cantonal, notant en particulier qu'une telle disposition existe depuis 1992 dans le canton de Zurich. Devant le refus de la majorité du parlement de prendre en compte cette clause, la Protection suisse des animaux présente cette initiative qui vise, selon les initiants, à rétablir l'équilibre en cas de procédure pénale, permettant ainsi non seulement au prévenu, mais également à l'animal lésé de se faire représenter par un avocat.

### Récolte des signatures et dépôt de l'initiative
La récolte des 100 000 signatures nécessaires a débuté le 31 janvier 2006. Le 26 juillet 2007, l'initiative a été déposée à la chancellerie fédérale qui l'a déclarée valide le 13 août.

### Discussions et recommandations des autorités
Le parlement et le Conseil fédéral recommandent tous deux le rejet de cette initiative. Dans son message aux Chambres fédérales, le Conseil fédéral relève qu'aucun pays environnant ne connait de telle disposition légale ; il rappelle également que les cantons sont tenus, selon la loi sur les animaux, de poursuivre d'office toute infraction et juge que l'introduction, au niveau fédéral, d'un avocat spécialisé dans le domaine de la protection des animaux, « pourrait constituer un signe de méfiance à l’égard des tribunaux cantonaux ».
Il relève enfin que l'entrée en vigueur du nouveau code pénal en 2011 devrait rendre les procédures pénales dans le domaine de la protection des animaux plus efficace.
Les recommandations de vote des partis politiques sont les suivantes : 
| Parti politique              | Recommandation |
| ---------------------------- | -------------- |
| Parti bourgeois-démocratique | non            |
| Parti chrétien-social        | non            |
| Parti démocrate-chrétien     | non            |
| Parti évangélique            | oui            |
| Parti socialiste             | oui            |
| Vert'libéraux                | oui            |
| Les Libéraux-Radicaux        | non            |
| Union démocratique du centre | non            |
| Union démocratique fédérale  | non            |
| Les Verts                    | oui            |

### Votation
Soumise à la votation le 7 mars 2010, l'initiative est refusée par la totalité des 20 6/2 cantons et par 70,5 % des suffrages exprimés. Le tableau ci-dessous détaille les résultats par cantons pour ce vote :